# Llista de jocs de Nintendo creats per Shigeru Miyamoto
Aquesta és la llista de tots els jocs de Nintendo creats per Shigeru Miyamoto. Shigeru Miyamoto ha creat 71 jocs, dels quals 50 com a productor, 6 com a director, 4 com a productor/director, 2 com a productor/supervisor, 3 com a supervisor, 2 com a dissenyador, 2 com a productor general i 1 com a codirector.
| Nom del joc                                 | Any de publicació | Videoconsola            | Rol                  |
| ------------------------------------------- | ----------------- | ----------------------- | -------------------- |
| Donkey Kong                                 | 1981              | Arcade                  | Director             |
| Donkey Kong Jr.                             | 1982              | Arcade                  | Director             |
| Mario Bros.                                 | 1983              | Arcade                  | Dissenyador          |
| Devil World                                 | 1984              | Arcade                  | Dissenyador          |
| Donkey Kong 3                               | 1984              | Famicom/NES             | Director             |
| Super Mario Bros.                           | 1985              | Famicom/NES             | Director             |
| The Legend of Zelda                         | 1986/1987         | Famicom/NES             | Productor/Director   |
| Zelda II: The Adventure of Link             | 1987/1988         | Famicom/NES             | Productor            |
| Super Mario Bros. 2                         | 1988              | Famicom/NES             | Director             |
| Super Mario Bros. 3                         | 1988/1990         | Famicom/NES             | Codirector           |
| F-Zero                                      | 1990/1991         | Super Famicom/Super NES | Productor            |
| Super Mario World                           | 1990/1991         | Super Famicom/Super NES | Productor            |
| The Legend of Zelda: A Link to the Past     | 1991/1992         | Super Famicom/Super NES | Productor            |
| Super Mario Kart                            | 1992              | Super Famicom/Super NES | Productor            |
| Mario Paint                                 | 1992              | Super Famicom/Super NES | Productor            |
| Wave Race                                   | 1992              | Game Boy                | Productor            |
| The Legend of Zelda: Link's Awakening       | 1993              | Game Boy                | Productor            |
| Star Fox                                    | 1993              | Super Famicom/Super NES | Productor            |
| Super Mario All Stars                       | 1993              | Super Famicom/Super NES | Productor/Director   |
| Yoshi's Safari                              | 1993              | Super Famicom/Super NES | Productor            |
| Kirby's Adventure                           | 1993              | Famicom/NES             | Productor            |
| Donkey Kong                                 | 1994              | Game Boy                | Productor            |
| Stunt Race FX                               | 1994              | Super Famicom/Super NES | Productor            |
| Killer Instinct                             | 1994              | Super Famicom/Super NES | Productor            |
| Super Mario World 2: Yoshi's Island         | 1995              | Super Famicom/Super NES | Productor            |
| Mole Mania                                  | 1996              | Game Boy                | Productor            |
| Super Mario RPG                             | 1996/1997         | Super Famicom/Super NES | Productor            |
| Super Mario 64                              | 1996/1997         | Nintendo 64             | Productor/Director   |
| Wave Race 64                                | 1996/1997         | Nintendo 64             | Productor            |
| Mario Kart 64                               | 1996/1997         | Nintendo 64             | Productor            |
| Star Fox 64                                 | 1997              | Nintendo 64             | Productor            |
| Yoshi's Story                               | 1997/1998         | Nintendo 64             | Productor Supervisor |
| 1080° Snowboarding                          | 1998              | Nintendo 64             | Productor            |
| F-Zero X                                    | 1998              | Nintendo 64             | Productor            |
| The Legend of Zelda: Ocarina of Time        | 1998              | Nintendo 64             | Productor/Supervisor |
| F-Zero Expansion Kit                        | 1999              | Nintendo 64DD           | Productor            |
| Mario Artist                                | 1999              | Nintendo 64DD           | Productor/Director   |
| Super Smash Bros.                           | 1999              | Nintendo 64             | Productor            |
| The Legend of Zelda: Majora's Mask          | 2000              | Nintendo 64             | Productor/Supervisor |
| Paper Mario                                 | 2001              | Nintendo 64             | Productor            |
| Super Mario Advance                         | 2001              | Game Boy Advance        | Productor            |
| Wario Land 4                                | 2001              | Game Boy Advance        | Productor            |
| Luigi's Mansion                             | 2001              | GameCube                | Productor            |
| Wave Race: Blue Storm                       | 2001              | GameCube                | Productor            |
| Mario Kart: Super Circuit                   | 2001              | Game Boy Advance        | Productor            |
| Pikmin                                      | 2001              | GameCube                | Productor            |
| Super Smash Bros. Melee                     | 2001              | GameCube                | Productor            |
| Super Mario World: Super Mario Advance 2    | 2002              | Game Boy Advance        | Productor            |
| Doshin the Giant                            | 2002              | GameCube                | Productor            |
| Eternal Darkness: Sanity's Requiem          | 2002              | GameCube                | Productor            |
| Super Mario Sunshine                        | 2002              | GameCube                | Productor            |
| Yoshi's Island: Super Mario Advance 3       | 2002              | Game Boy Advance        | Productor            |
| Metroid Prime                               | 2002              | GameCube                | Productor            |
| Star Fox Adventures                         | 2002              | GameCube                | Productor            |
| The Legend of Zelda: The Wind Waker         | 2002/2003         | GameCube                | Productor            |
| F-Zero GX                                   | 2003              | GameCube                | Productor            |
| Mario Golf Toadstool Tour                   | 2003              | GameCube                | Supervisor           |
| F-Zero: GP Legend (video game)              | 2003/2004         | Game Boy Advance        | ?                    |
| Donkey Konga                                | 2003              | GameCube                | Supervisor           |
| The Legend of Zelda: Four Swords Adventures | 2003              | GameCube                | Productor            |
| Mario & Luigi: Superstar Saga               | 2003              | Game Boy Advance        | Productor            |
| Metroid Prime 2: Echoes                     | 2004              | GameCube                | Productor            |
| Pikmin 2                                    | 2004              | GameCube                | Productor            |
| Paper Mario: The Thousand-Year Door         | 2004              | GameCube                | Productor            |
| Donkey Kong Jungle Beat                     | 2004              | GameCube                | Productor General    |
| Super Mario 64 DS                           | 2004              | Nintendo DS             | Productor            |
| Star Fox: Assault                           | 2005              | GameCube                | Productor            |
| Nintendogs                                  | 2005              | Nintendo DS             | Productor General    |
| Mario Kart DS                               | 2005              | Nintendo DS             | Productor            |
| New Super Mario Bros.                       | 2006              | Nintendo DS             | Supervisor           |
| The Legend of Zelda: Twilight Princess      | 2006              | GameCube/Wii            | Productor            |
| Super Mario Galaxy                          | 2007              | Wii                     | Director             |